# Basil (album)
Pour l’article homonyme, voir Basil, détective privé.
Albums de Douchka
Taram et le Chaudron magique
(1985) Bernard et Bianca
(1987)
Singles
1. Les Gummi / Les Wuzzles
Sortie : 1986
2. Basil, détectivé privé
Sortie : 1986

Basil est le troisième album studio de la chanteuse française Douchka, ambassadrice de Walt Disney en France, sorti en 1986.

## Genèse
Le titre de l'album fait référence au film homonyme Basil, détective privé (The Great Mouse Detective), 33e long-métrage d'animation et 26e « Classique d'animation » des studios Disney, sorti en 1986 à la même époque.
Cet album et la chanson homonyme sont d'ailleurs naturellement destinés à promouvoir la sortie du film dans les salles obscures.

## Crédits
- Production et réalisation : Humbert « Mémé » Ibach
- Arrangements et direction :
- Son :
- Mixage :
- Gravure :
- Photos :
- Illustrations :
- Musiciens
  - Basse :
  - Batterie :
  - Synthétiseur :
  - Guitare :
  - Chœurs :

## Liste des pistes
1. C'est grand (H. Ibach - M. Héron - M. Saillard - P. Delanoé) 3:40
2. Basil, détective privé (C. Lemesle - H. Ibach - P. Et L. Sébastian) 4:13
3. Fantaisie-Fantasia (C. Lemesle - H. Ibach - J. Cardona) 3:39
4. Nuit d'été (D. Barbelivien - H. Ibach) 3:53
5. La vie, c'est bon la vie (C. Rinieri - P. Delanoé - R. Musumarra) 3:00
6. À Singapour (H. Ibach - P. Et L. Sébastian - M.-F. Touraille) 4:23
7. (Nos amis), les Gummis (C. Lemesle - H. Ibach - M. Silversher - P. Silversher) 2:29
8. Week-end en Birmanie (A. Demarest - C. Rinieri - P. Mc Lane) 4:03
9. Emmène-moi danser (C. Lemesle - H. Ibach - P. Et L. Sébastian) 3:55
10. Les Wuzzles (C. Lemesle - H. Ibach - S. Geyer) 3:12

## Singles
- Les Gummi - 1986
- Basil, détective privé - 1986 (classée no 37 en France)[1]